# 1897

## Събития
- Публикуван за първи път романа на Брам Стокър – Дракула (известен също като „Граф Дракула“).
- Основаван е футболен клуб Ювентус

## Родени
- ? – Алекси Алексиев, български футболист
- Стоян Мандалов, български революционер
- 2 януари – Иван Странски, български физикохимик
- 6 януари – Ференц Салаши, унгарски държавник
- 10 януари – Методи Шаторов, български комунистически деец и партизанин
- 15 януари – Георги Дреников, Командващ Въздушни войски
- 24 януари – Симеон Коков, български духовник и монах
- 4 февруари – Лудвиг Ерхард, германски политик
- 18 февруари – Иван Милев, български художник
- 19 февруари – Йордан Стубел, български поет
- 22 февруари – Леонид Говоров, съветски маршал
- 24 март – Вилхелм Райх, австро-американски психиатър и психоаналитик
- 8 април – Макс Рихнер, швейцарски писател († 1965 г.)
- 10 април – Ерик Найт, британски писател
- 23 април – Лестър Пиърсън, канадски политик
- 1 май – Райна Касабова, българска медицинска сестра
- 18 май – Франк Капра, американски кино-режисьор
- 21 май – Никола Аврамов, български художник
- 24 май – Лазар Станев, български политически деец
- 7 юни – Кирил Мерецков, съветски маршал
- 13 юни – Пааво Нурми, финландски бегач
- 17 юни – Трайчо Костов, български политик
- 19 юни – Дончо Костов, български биолог
- 28 юни – Аспарух Лешников, български певец
- 21 юли – Василий Соколовски, съветски маршал
- 24 юли – Амелия Ерхарт, Авиатор
- 27 юли – Адолфо Балончиери, италиански футболист и треньор
- 28 август – Никола Ботушев, деец на БКП
- 31 август – Фредрик Марч, американски актьор († 1975 г.)
- 23 септември – Пол Делво, белгийски художник
- 25 септември – Уилям Фокнър, американски писател
- 26 септември – Павел VI, римски папа
- 3 октомври – Луи Арагон, френски историк, поет, романист и новелист
- 8 октомври – Борис Борозанов, български актьор
- 10 октомври – Страхил Развигоров, български революционер
- 11 октомври – Иван Мирчев, български поет
- 15 октомври – Иля Илф, руски писател-сатирик (стар стил – 3 октомври)
- 19 октомври – Владо Черноземски, български революционер
- 19 октомври – Педро Льоренте,
- 29 октомври – Йозеф Гьобелс, нацистки политик
- 2 ноември – Асен Разцветников, български писател
- 2 ноември – Софроний Доростолски и Червенски, български духовник
- 8 ноември – Димитър Иванчев, български политик
- 24 ноември – Лъки Лучано, итало-американски мафиот
- 26 ноември – Мануел Одрия, перуански политик
- 1 декември – Иван Хаджимарчев, български писател
- 2 декември – Иван Баграмян, съветски маршал от арменски произход
- 5 декември – Климент, български духовник и архиерей
- 28 декември – Иван Конев, съветски маршал

## Починали
- Андрей Петкович, български учител и руски дипломат
- Стефан Станимиров, български духовник
- 19 февруари – Карл Вайерщрас, немски математик
- 3 април – Йоханес Брамс, немски композитор и пианист
- 24 април – Наум Миладинов, български музиковед
- 23 май – Алеко Константинов, български писател
- 5 юли – Евлоги Георгиев, български предприемач
- 7 август – Васил Попович, български писател
- 8 август – Якоб Буркхарт, швейцарски историк на изкуството
- 26 септември – Алексей Саврасов, руски художник-пейзажист, передвижник (* 1830 г.)
- 12 ноември – Стоян Костов, български просветен деец